# Nychiodes amygdalaria
Nychiodes amygdalaria là một loài bướm đêm trong họ Geometridae.